# Харьковское (Чечня)
Ха́рьковское — село в Шелковском районе Чеченской Республики. Образует Харьковское сельское поселение.

## География
Расположено на левом берегу реки Терек и на правом берегу оросительного канала Шелковской коллектор, на юге от районного центра станицы Шелковской.
Ближайшие населённые пункты, кроме Шелковской: на западе, на территории Парабочевского заказника — посёлок Парабоч, на северо-западе — станица Шелкозаводская (у восточной границы заказника), на северо-востоке — станица Гребенская и село Гребенской Мост (Дагестан), на юге — село Первомайское (Дагестан), на юго-востоке — село Акбулатюрт (Дагестан), на юго-западе — село Азамат-Юрт, на востоке — село Октябрьское (Дагестан).

## История

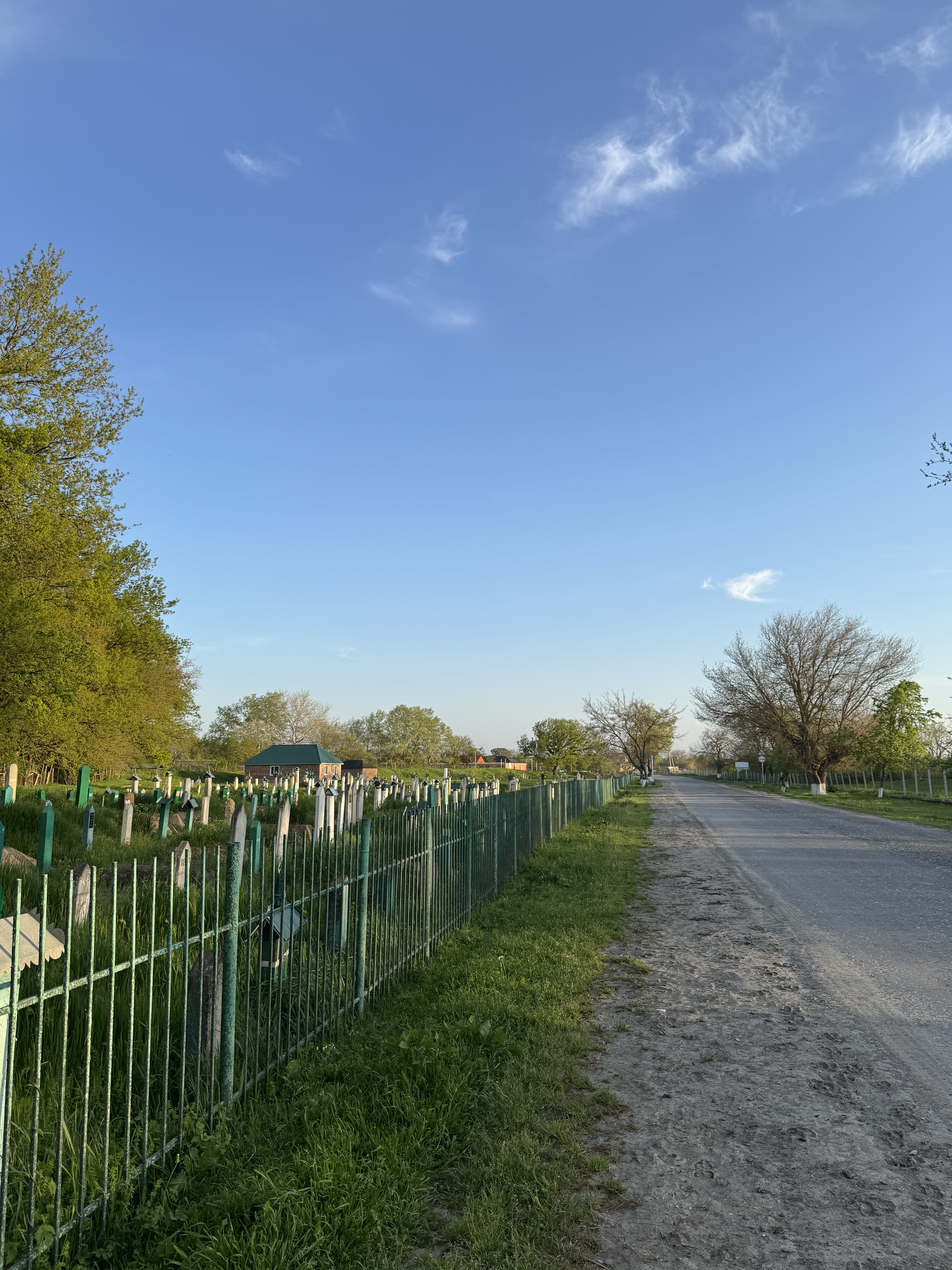
Чеченское кладбище у въезда в село.

Существует версия, что хутор Харьковский основан переселенцами из Харькова (или из-под Харькова). По данным середины 1914 года хутор был приписан к селению Шелкозаводскому (3-й участок Кизлярского отдела Терской области) и имел надел в 517 десятин земли (из них 80 — удобной для земледелия, а также 100 десятин леса). На хуторе в 19 дворах проживало 127 человек (71 мужчина и 56 женщин), все русские, православные. По данным Всесоюзной переписи населения 1926 года хутор Харьковский относился к Шелковскому сельсовету Кизлярского округа Дагестанской АССР и насчитывал 36 хозяйств.

## Население
| 1926  | 1990  | 2002  | 2010  | 2012  | 2013  | 2014  |
| ----- | ----- | ----- | ----- | ----- | ----- | ----- |
| 137   | ↗768  | ↗1221 | ↗1502 | ↗1549 | ↗1598 | ↗1651 |
| 2015  | 2016  | 2017  | 2018  | 2019  | 2020  | 2021  |
| ↗1702 | ↗1722 | ↗1754 | ↗1777 | ↗1815 | ↗1840 | ↗1923 |
| 2023  | 2024  |       |       |       |       |       |
| ↗1958 | ↗1992 |       |       |       |       |       |

По переписи 1926 года, на хуторе из 137 человек населения 74 человека составляли мужчины, 63 — женщины. Национальный состав: 113 человек — русские (82,5 %), 24 человека — украинцы (17,5 %).
По данным 1984 года, в селе проживало около 560 человек. На 1 января 1990 года в селе Харьковском Харьковского сельсовета, в который также входило село Парубоч, было 768 человек наличного населения.
Согласно переписи 2002 года, в селе проживал 1221 человек, из них 595 мужчин и 626 женщин, 98 % населения составляли чеченцы.

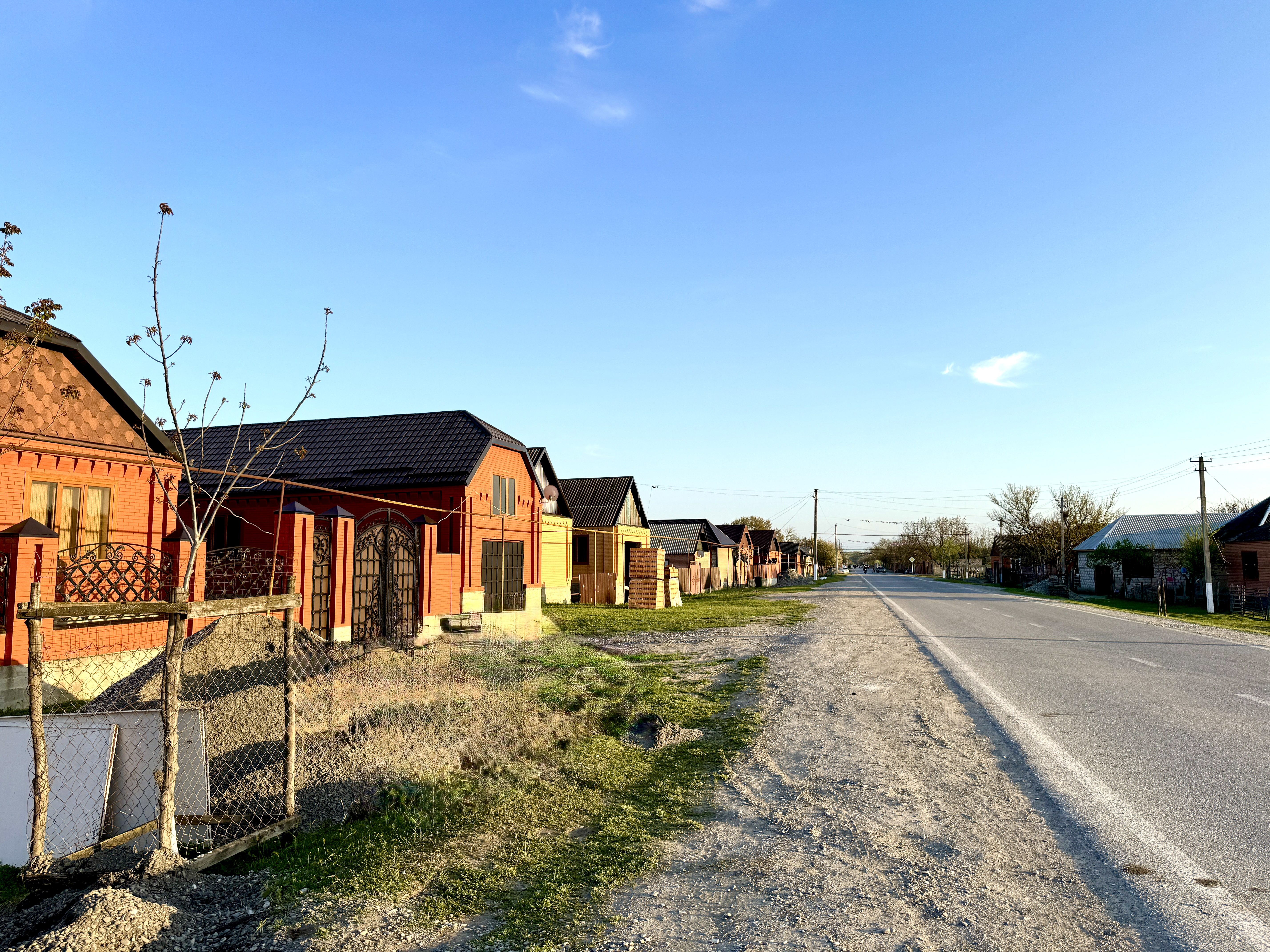
Улица в селе Харьковской

Национальный состав по данным Всероссийской переписи населения 2010 года:
| Народ   | Численность, чел. | Доля от всего населения, % |
| ------- | ----------------- | -------------------------- |
| чеченцы | 1488              | 99,07 %                    |
| русские | 11                | 0,73 %                     |
| другие  | 3                 | 0,20 %                     |
| всего   | 1502              | 100,00 %                   |